# Вељко Пауновић
Вељко Пауновић (Струмица, 21. август 1977) јесте српски фудбалски тренер и бивши фудбалер.
Током играчке каријере покривао је позиције предњег везног и нападача. Професионалну каријеру је започео у Партизану. Највише времена је провео у Шпанији где је играо за осам клубова. У Ла лиги је укупно играо једанаест сезона притом сакупивши 212 наступа и 38 голова. Такође је играо у Немачкој, Сједињеним Државама и Русији.
Први тренерски ангажман имао је у млађим селекцијима Србије. Највећи успех је остварио предводећи репрезентацију Србије до 20 година на Светском првенству 2015. на коме је освојена златна медаља. Касније је водио Чикаго фајер, Рединг и Гвадалахару.

## Каријера
Прошао је све млађе категорије Партизана, а за први тим је дебитовао у сезони 1994/95. и на 13 првенствених утакмица постигао 1 гол (и то у последњем мечу у коме је наступио за Партизан, против Радничког са Новог Београда). У лето 1995. године, и пре него што је постао пунолетан, одлази у Шпанију.
На Иберијском полуострву наступао је за Марбељу (1995–96), Атлетико Мадрид (1996–98, 1999–2000 и 2003–04), Мајорку (1998–99 и 2001–02), Овиједо (2000–01) и Тенерифе (2002–03).
У зиму 2005. године напушта Шпанију, постаје члан немачког Хановера, али је у овом клубу одиграо само 6 утакмица, потом је добио раскид уговора, а онда је уследио његов повратак у Шпанију. Обукао је дрес Хетафеа и у периоду од 2005. до 2007. је био један од најистакнутијих појединаца екипе коју је тада предводио Бернд Шустер. Одиграо је за то време 47 утакмица за Хетафе и постигао 13 погодака. Од фебруара 2007. до јануара 2008. је наступао за руски Рубин из Казања (8 утакмица), да би потом постао члан шпанске Алмерије са којом је уговор раскинуо у јулу 2008. и прешао у матични клуб – Партизан.
У децембру 2008. је одлучио да заврши каријеру само шест месеци по повратку у Партизан. Разлози су проблеми са повредама и немогућност да пружи партије на очекиваном нивоу.
У јуну 2011. решио је да се врати из пензије и заради још неки долар пре потпуног повлачења. После пробе у Њујорку током 2009, када је одбио једногодишњи уговор, Пауновић је одлучио да Филаделфија буде његов нови клуб. Са њима је одиграо 17 утакмица и постигао 3 гола након чега је објавио дефинитиван крај каријере.

## Репрезентација
Репрезентативни дрес је облачио два пута. Дебитовао је против Мексика 2002. године, а у свом другом мечу за репрезентацију је 2004. године (против Северне Ирске) био и стрелац јединог поготка за селекцију СЦГ.

## Лични живот
Вељко је син бившег фудбалског репрезентативца Благоја Пауновића.

## Галерија
- Вељко Пауновић у дресу Хетафеа, 2006. године
- Вељко Пауновић као тренер Чикаго фајер, 2017. године